# Орьенталь (муниципалитет)
Орьенталь (исп. Oriental) — муниципалитет в Мексике, штат Пуэбла, с административным центром в одноимённом городе. Численность населения, по данным переписи 2010 года, составила 16 575 человек.

## Общие сведения
Название Oriental с испанского языка можно перевести как восточный.
Площадь муниципалитета равна 239,7 км², что составляет менее 0,7 % от площади штата. Он граничит с другими муниципалитетами Пуэблы: на севере с Либресом и Тепеяуалько, на востоке с Сан-Николас-Буэнос-Айресом, на юге с Сан-Сальвадор-эль-Секо, на западе с Сан-Хосе-Чьяпой и другим штатом Мексики — Тласкалой.

## Учреждение и состав
Муниципалитет был образован 3 июля 1942 года, в его состав входит 40 населённых пунктов, самые крупные из которых:
| Код INEGI | Населённый пункт                                 | Численность населения (2005 год) | Численность населения (2010 год) |
| 108       | Всего                                            | 14 365                           | 16 575                           |
| 0001      | Орьенталь (административный центр)               | 9 123                            | 9 957                            |
| 0005      | Сан-Антонио-Вирреес (исп. San Antonio Virreyes)  | 1 386                            | 1 600                            |
| 0032      | Сан-Хосе-Сакатепек (исп. San José Zacatepec)     | 913                              | 1 307                            |
| 0003      | Миравальес (исп. Miravalles)                     | 1 075                            | 1 222                            |
| 0035      | Нуэво-Тлачичука (исп. Nuevo Tlachichuca)         | 709                              | 825                              |
| 0008      | Санта-Крус-Магдалена (исп. Santa Cruz Magdalena) | 539                              | 704                              |
| 0025      | Хесус-Карранса (исп. Jesús Carranza)             | 309                              | 361                              |

## Экономическая деятельность
По статистическим данным 2010 года, работоспособное население занято по секторам экономики в следующих пропорциях: сельское хозяйство и скотоводство — 45,9 %, обрабатывающая и производственная промышленность — 16,7 %, сфера услуг и туризма — 37,3 %.

## Инфраструктура
По статистическим данным 2010 года, инфраструктура развита следующим образом:
- электрификация: 97,5 %;
- водоснабжение: 96,1 %;
- водоотведение: 83,8 %.

## Туризм
Основные достопримечательности:
- Церковь Христа Царя, построенная в XX веке;
- Монумент основателю города Сильвестре Пересу.